# Episodi di Bear nella grande casa blu (terza stagione)
La terza stagione della serie televisiva Bear nella grande casa blu è stata trasmessa in anteprima negli Stati Uniti d'America da Playhouse Disney tra il 1 luglio 1999 e il 26 dicembre 1999.
| nº | Titolo originale                | Titolo italiano                | Prima TV USA | Prima TV Italia |
| -- | ------------------------------- | ------------------------------ | ------------ | --------------- |
| 1  | Friends at Play                 | Gli amici del cuore            | 1999         | 2001            |
| 2  | Nothing to Fear                 | La paura si può vincere        | 1999         | 2001            |
| 3  | Lost and Found                  | Perduto e ritrovato            | 1999         | 2001            |
| 4  | The Senseless Detectives        | Il gioco del che cos'è         | 1999         | 2001            |
| 5  | Halloween Bear                  | Indovina Chi Sono              | 1999         | 2001            |
| 6  | You Never Know                  | Il compleanno di Gia           | 1999         | 2001            |
| 7  | It's All About You              | Siamo tutti un pò speciali     | 1999         | 2001            |
| 8  | Woodland House Wonderful        | La magnifica casa dei boschi   | 1999         | 2001            |
| 9  | I've Got Your Number            | Dammi un numero                | 1999         | 2001            |
| 10 | What's Mine Is Yours            | Quel che è mio è tuo           | 1999         | 2001            |
| 11 | Bear's Secret Cave              | Scoperte                       | 1999         | 2001            |
| 12 | Smellorama                      | Un mondo profumoso             | 1999         | 2001            |
| 13 | I For Got Rhythm?               | Il Ballo dell'orso             | 1999         | 2001            |
| 14 | Wait for Me                     | Inganna l'attesa               | 1999         | 2001            |
| 15 | Morning Glory                   | Un buon risveglio              | 1999         | 2001            |
| 16 | That Healing Feeling            | Dal dottore                    | 1999         | 2001            |
| 17 | The Tutter Family Reunion       | Tanti Tutter insieme           | 1999         | 2001            |
| 18 | Bats are People Too             | La danza del pipistrello       | 1999         | 2001            |
| 19 | Words, Words, Words             | Parole, Parole, Parole         | 1999         | 2001            |
| 20 | Let's Get Interactive           | Diventiamo Interattivi         | 1999         | 2001            |
| 21 | The Yard Sale                   | Una vendita di beneficenza     | 1999         | 2001            |
| 22 | The Best Thanksgiving Ever      | Un motivo per dire grazie      | 1999         | 2001            |
| 23 | Read My Book                    | L'angolo del libro             | 1999         | 2001            |
| 24 | Go to Sleep                     | Dormire dolce Dormire          | 1999         | 2001            |
| 25 | A Berry Bear Christmas (part 1) | Buon Natale con Bear (parte 1) | 1999         | 2001            |
| 26 | A Berry Bear Christmas (part 1) | Buon Natale con Bear (parte 2) | 1999         | 2001            |